# Adam Peaty
Adam Peaty (Uttoxeter, Anglia, 1994. december 28. –) olimpiai bajnok, hatszoros világbajnok és kilencszeres Európa-bajnok brit mellúszó. Győzött Rióban, Kazanyban, Budapesten és Kvandzsuban is. Jelenleg ő a világrekorder 50, valamint 100 méter mellúszásban.
Az Európai Úszószövetség (LEN) szavazásán 2016. és 2017. legjobb európai férfi úszójának választották.

## Pályafutása
Peaty első világversenye a 2014-es Nemzetközösségi Játékok voltak, ahol 50, 100 és 200 méter mellúszásban, valamint a 4×100 méteres váltó tagjaként indult. Az 50 méteren Peaty megnyerte az elődöntőjét, és a második helyen végzett a döntőben 26,78-as idővel, 0,02 másodperccel a dél-afrikai Cameron van der Burgh mögött. 100 méter mellen megelőzte dél-afrikai riválisát és új országos csúcsot úszott. A 200 méter mell döntőjében negyedik lett, a váltó tagjaként pedig újabb aranyérmet szerzett.
A 2014 augusztusában megrendezett Európa-bajnokságon minden számában aranyérmet nyert, a váltóval úgyszintén, Chris Walker-Hebborn, Jemma Lowe és Francesca Halsall csapattársaként.
A 2014-es rövid pályás úszó-világbajnokságon mindhárom egyéni számában ezüstérmes lett.
2015-ben folytatta sorozatát, majdnem fél másodperccel megdöntötte a 100 méteres mellúszás világrekordját a brit bajnokságon úszott 57,92 másodperces idejével, amellyel ő lett az első férfi úszó aki 58 másodperc alatt teljesítette a távot. Korábbi, 50 méteres 26,62-es rekordját nem ismerte el a Nemzetközi Úszószövetség, mert a futam során több adminisztratív hibát is vétettek a szervezők.
A 2016-os riói olimpián 100 méteres mellúszásban 57,13 másodperces idejével megdöntötte saját világrekordját és megszerezte a brit csapat első olimpiai aranyérmét a brazil fővárosban. A 400×100 méteres váltó tagjaként ezüstöt nyert Chris Walker-Hebborn, James Guy és Duncan Scott csapattársaként.
A Budapesten rendezett 2017-es úszó-világbajnokságon 57,47 másodperces rekorddal nyerte meg a 100 méteres mellúszás döntőjét. Az 50 méteres táv elődöntőjében 25,95 másodperces időt úszott, így ő lett az első férfi úszó aki 26 másodpercen belül teljesítette a távot. A váltó tagjaként ezüstérmet szerzett. Október 11-én Peaty Vilmos cambridge-i hercegtől megkapta a A Brit Birodalom Rendje kitüntetést. A 2017-es rövid pályás úszó-Európa-bajnokságon 100 méteres mellúszásban új Európa-bajnoki rekordot úszva lett aranyérmes, míg 50 méteren bronzérmet szerzett.
2018-ban saját világrekordját megdöntve nyert 100 méter mellen a Glasgow-ban zajló Európa-bajnokságon.

## Díjai, elismerései
- Az év európai úszója (LEN) (2016, 2017)[27]

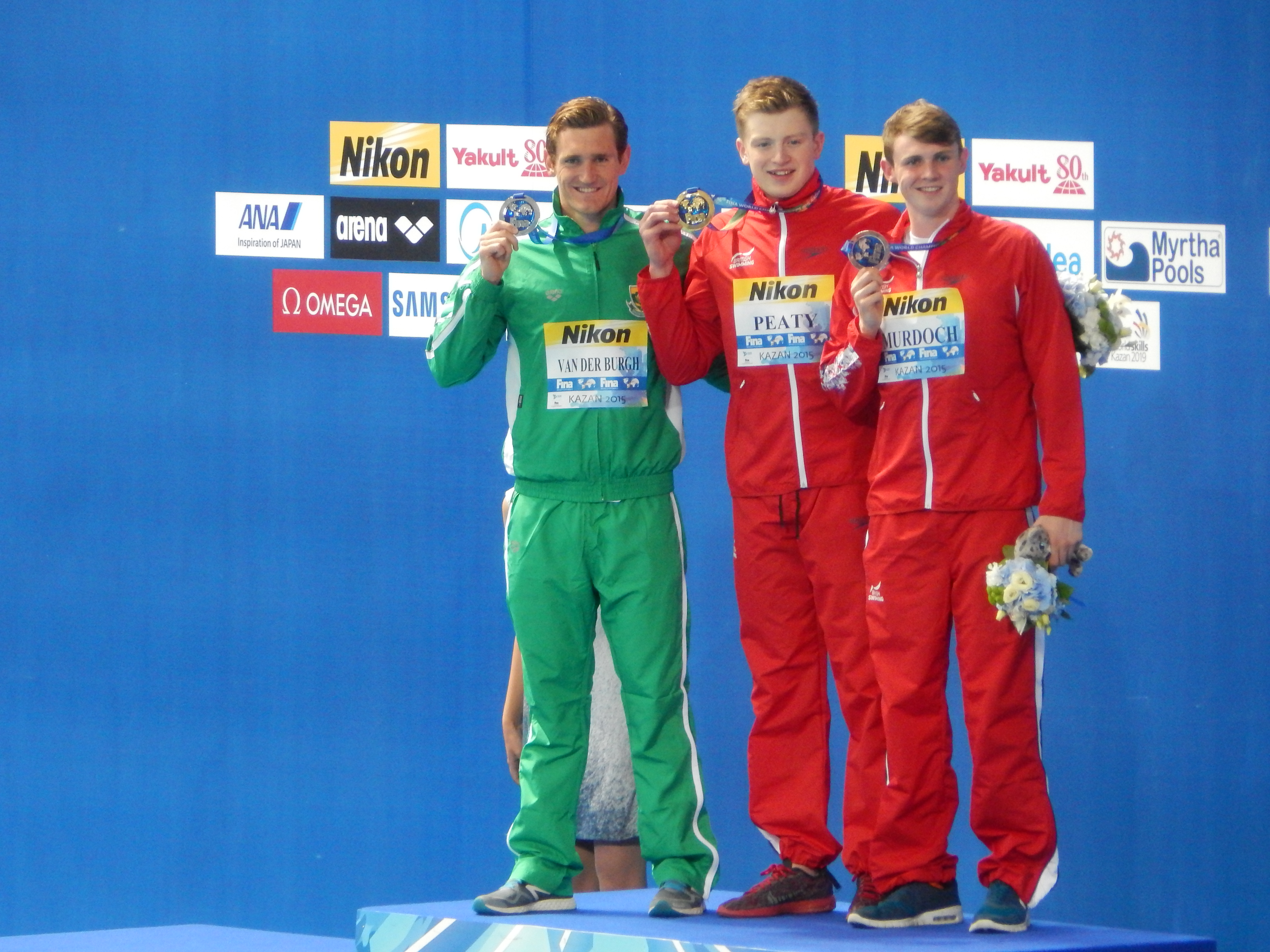
100 méteres mellúszás döntője után a győzelmi ceremónia ünnepségen Kazanyban, 2015-ben

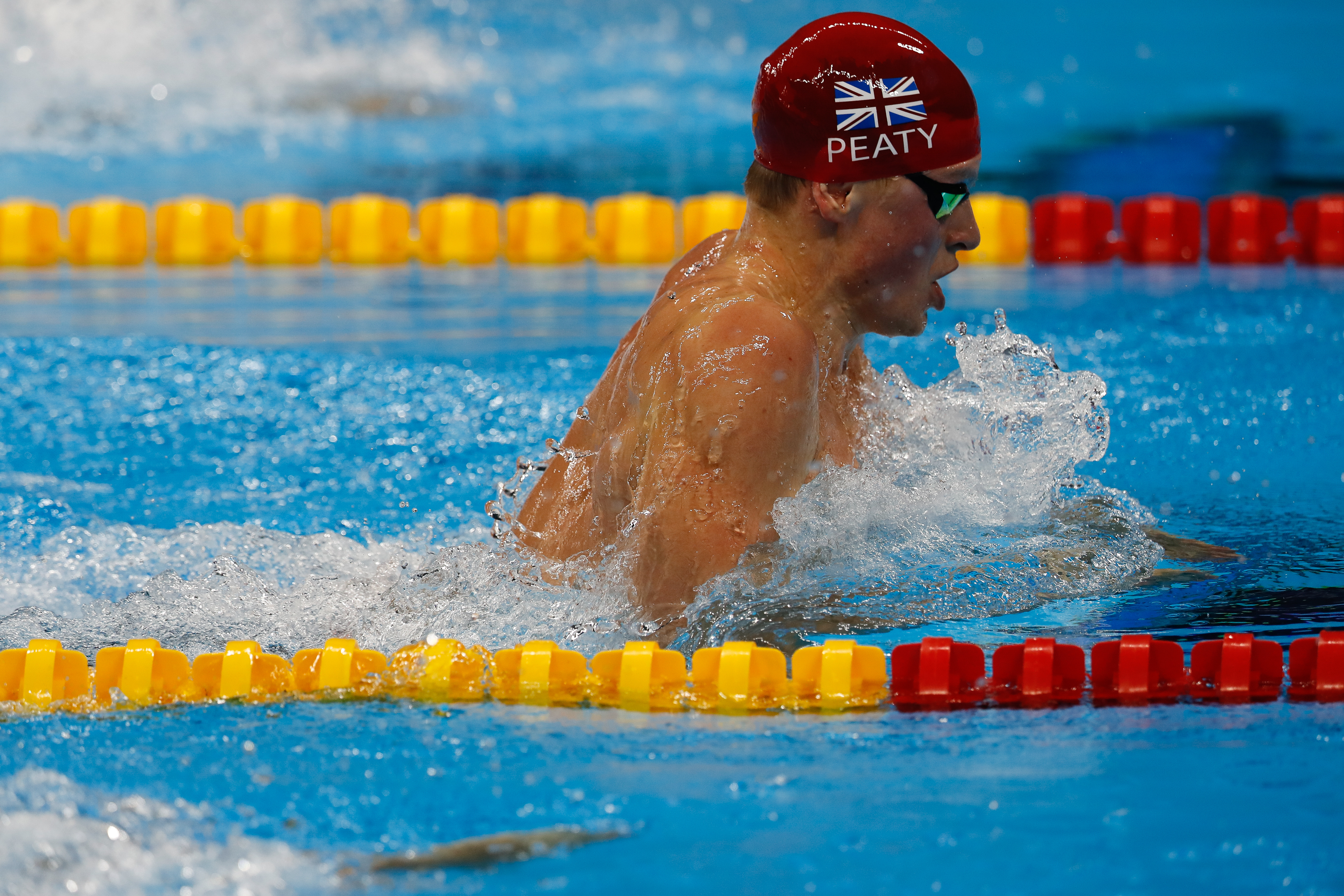
Peaty a riói olimpián a 100 méteres mellúszás közben